# Osage (Iowa)
Osage is een plaats (city) in de Amerikaanse staat Iowa, en valt bestuurlijk gezien onder Mitchell County.

## Demografie
Bij de volkstelling in 2000 werd het aantal inwoners vastgesteld op 3451. In 2006 is het aantal inwoners door het United States Census Bureau geschat op 3447, een daling van 4 (-0,1%).

## Geografie
Volgens het United States Census Bureau beslaat de plaats een oppervlakte van 5,4 km², geheel bestaande uit land. Osage ligt op ongeveer 360 m boven zeeniveau.

## Plaatsen in de nabije omgeving
De onderstaande figuur toont nabijgelegen plaatsen in een straal van 20 km rond Osage.

## Geboren
- Tiny Sandford (1894-1961), acteur
- Troy Merritt (1985), golfer